# Јуинг (Вирџинија)
Јуинг (енгл. Ewing) насељено је место без административног статуса у америчкој савезној држави Вирџинија.

## Демографија
По попису из 2010. године број становника је 439, што је 3 (0,7%) становника више него 2000. године.
| Група             | 2000.       | 2010.       |
| Белци             | 433 (99,3%) | 438 (99,8%) |
| Афроамериканци    | 0 (0,0%)    | 0 (0,0%)    |
| Азијати           | 0 (0,0%)    | 0 (0,0%)    |
| Хиспаноамериканци | 1 (0,2%)    | 0 (0,0%)    |
| Укупно            | 436         | 439         |